# Auguste Gougeard

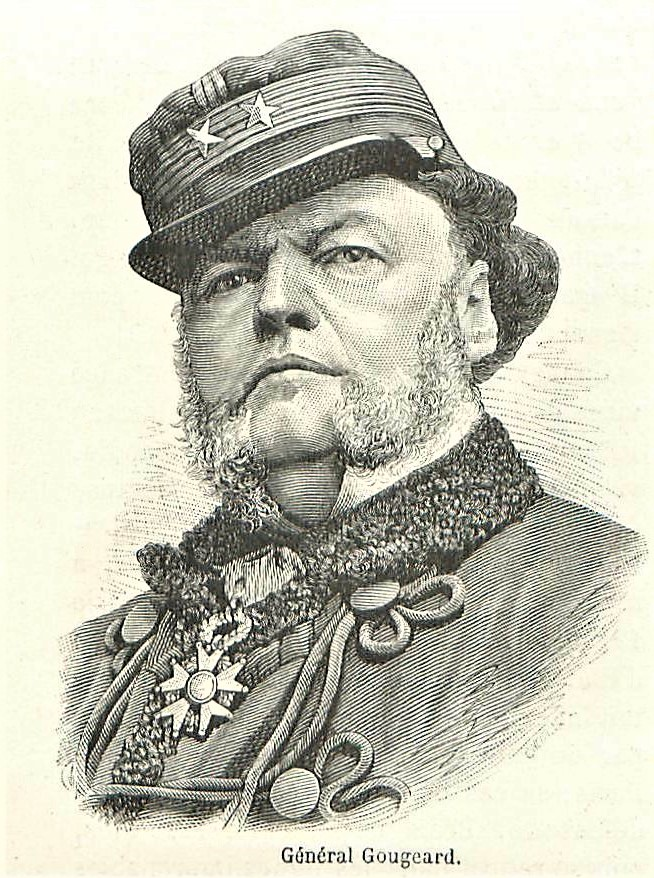
General Auguste Gougeard

Auguste Gougeard (* 15. November 1827 in Lorient; † 8. März 1886 Paris) war ein französischer Marineoffizier, Armeegeneral und Marineminister im Kabinett Léon Gambettas während der Dritten Republik.

## Leben
Auguste Gougeard trat 1842 in die École navale ein. Wie fast alle Marineoffiziere unter dem Zweiten Kaiserreich nahm er an zahlreichen Kriegseinsätzen teil: in Afrika, auf der Krim (wo er zweimal verwundet wurde), im Zweiten Opiumkrieg in China und in Cochinchina.
Während des Deutsch-Französischen Krieges von 1870, bei dem es sich hauptsächlich um einen Landkrieg handelte, verstärkten die Marine und die Seeleute die Landarmeen. Die Marineoffiziere kämpften während der kolonialen Expeditionen des Zweiten Kaiserreichs und zeigten ihre Fähigkeiten bei Operationen zur schnellen und zielgerichteten Verlagerung von Einheiten (Kräfteprojektion). Nach den Niederlagen von Sedan und Metz bildete die Marine das Rückgrat der neuen Armeen an der Loire und im Norden, die ausgerüstet und in Linie gebracht wurden. Etwa 560 Schiffsoffiziere wurden in Schlüsselpositionen ernannt. Die Bataillone der Marinefüsiliere und Kanoniere stellen einen Beitrag von 28.000 gut ausgebildeten und trainierten Männern dar.
In diesem Zusammenhang trat Auguste Gougeard, der zu diesem Zeitpunkt den Rang eines Fregattenkapitäns bei der Marine innehatte, in das Heer ein. Er wurde zum Divisionsgeneral ernannt und befehligte die Division Bretagne innerhalb der Loire-Armee unter dem Kommando von General Chanzy. Er war Befehlshaber im 21. Armeekorps unter dem Kommando von General Benjamin Jaurès (Kapitän zur See in der Marine 1870).

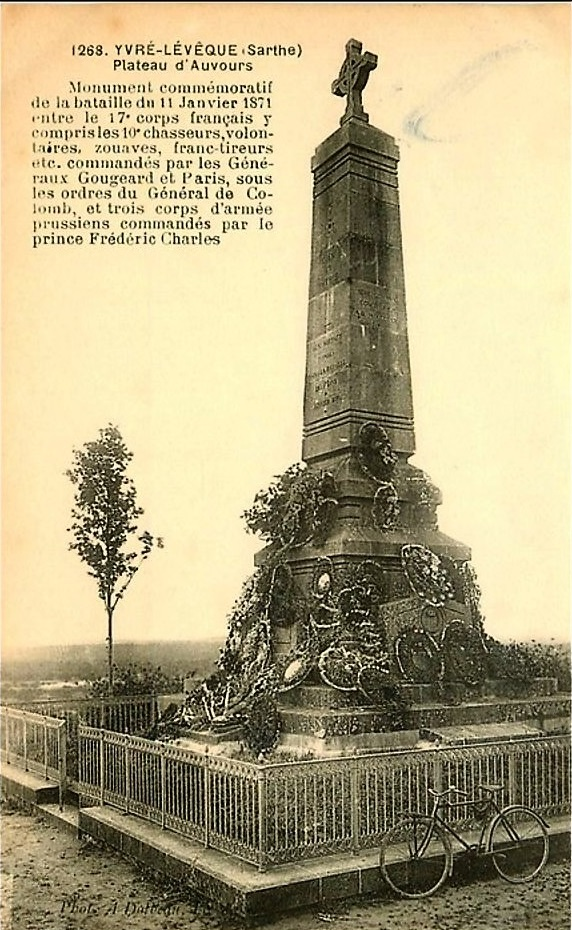
Denkmal Auvours-Yvré-l’Évêque

Am 11. Januar 1871 eroberte General Gougeard in Yvré-l’Évêque im Département Sarthe bei Schnee und eisiger Kälte von −12° mit seinen Männern unter schweren Verlusten das Plateau von Auvours vom Feind zurück, bevor er am nächsten Tag gemäß den Befehlen von General Chanzy abrückte.
Wie sein Stabschef, Oberst Gustave Besnard (dieser kämpfte bei der Rückeroberung des Plateaus von Auvours an seiner Seite kämpfte) schrieb, war General Gougeard „ein tapferer Mann, ein bewährter Patriot, der nicht verzweifelte, als alle anderen das Spiel aufgaben, der dazu beitrug, die Ehre zu retten, als alles verloren war“.
Nach dem Deutsch-Französischen Krieg von 1870–1871 trat Auguste Gougeard wieder in die Marine ein.
1879 wurde Auguste Gougeard zum Staatsrat ernannt. Er war ein Freund von Léon Gambetta und vom 14. November 1881 bis zum 29. Januar 1882 Marineminister in dessen kurzlebiger Regierung.
Gougeard gilt als ein Wegbereiter der Jeune École, einer Gruppe von Marineoffizieren, die die französische Marine modernisierten.
Gougeard starb am 8. März 1886 in seinem Haus im 16. Arrondissement von Paris. Nach seinem Tod wurde er, wie er es gewünscht hatte, unter dem Monument d’Auvours auf dem Gipfel des Plateaus von Auvours beigesetzt, wo bereits 100 französische und deutsche Kämpfer begraben lagen.

## Ehrungen
- Kommandeur der Ehrenlegion[8]

## Werke
- La Marine de guerre, ses institutions militaires depuis son origine jusqu'à nos jours 1877; ed. G. Decaux
- La Caisse des invalides de la marine, sa suppression, 1882, Berger-Levrault
- La marine de guerre, son passé et son avenir, cuirassés et torpilleurs, 1884, Berger-Levrault[9]
- Les arsenaux de la marine, 1882, Berger-Levrault, 2 Bände